# Бабаки
Бабаки (укр. Бабаки) — село, Дмитровский сельский совет,
Богодуховский район, Харьковская область, Украина.
Код КОАТУУ — 6320882002. Население по переписи 2001 г. составляет 30 (13/17 м/ж) человек.

## Географическое положение
Село Бабаки находится  на правом берегу реки Рябинка. В этом месте на реке находится Воскресеньевское водохранилище, которое образует плотина в селе Воскресеновка в 2-х км ниже по течению. В водоеме имеется карп, окунь и белая рыба. Есть достаточно мест для отдыха и рыбной ловли.
На противоположном берегу расположено село Новософиевка. Возле села небольшой лес.

## История
1694 — дата основания.